# TCHO
TCHO（チョー）は、アメリカ合衆国カリフォルニア州バークレーのベンチャー企業チョー・ベンチャーズ・インク（英語: TCHO Ventures, Inc.、2005年創業）が製造、販売するチョコレートの銘柄。
TCHOのチョコレートは素材、製法の高品質が評価されており、アメリカ合衆国では特にミレニアル世代からの支持率が高い。
高額で既存のシステムを購入するのではなく、安価な自家製チョコレートラボをハック、具体的には30年稼働していたドイツのチョコレート生産ラインを取り寄せて、DIY精神による創意工夫と、独習による科学知識と、オンラインコミュニティによって仕立て直している。共同創業者であるティモシー・チャイルズ（Timothy Childs）はTCHO社のことを「テクノロジーがチョコレートと出会い、シリコンバレーがサンフランシスコの食文化と出会った」企業と称している。
チャイルズはNASAに勤務し、スペースシャトル向け機械視覚技術の開発を行う科学技術者であった。2003年にスペースシャトル・コロンビアの事故が起こり、NASAでの仕事が暇になったチャイルズは、「単一産地の高級ブラック・チョコレートがグルメの間で次にブレークする」と預言したNASAの同僚とキャバレー・チョコレートという製菓会社を設立。オークランドの古く、機械も故障していたチョコレート工場を確保し、昼は機械の修理、夜はドットコムに会社の宣伝を行った。チャイルズはキャバレー・チョコレートに高級チョコレートの路線を設けるべく研究に没頭。数年してドイツで行われているインターパック（製菓機械と包装の見本市）であるチョコレート専門家と出会う。その専門家は東ドイツにある一流だが古く時代遅れとなったチョコレート製造機械が処分されようとしているという情報をチャイルズにもたらした。チャイルズはチョコレート好きの級友ルイス・ロゼット（雑誌『WIRED』創業者の1人）に融資を申し込み、この製造機械はアメリカに運ばれることになった。
修理された機械によるチョコレート製造ラインには、最新のデジタルセンサーやビデオカメラが取り付けられ、より少ない人数で工場を稼働させることができるようになった。センサーが温度を測定し、バルブを監視し、製造ラインの滞りを監視。製造ラインの管理システム全体を仮想化した。
チョコレートの製造は、カカオの質量パーセンテージが同一であっても、カカオの生産地、製造プロセスの違いによって味が異なってくる。この辺りはワイン造りと同様とも言われる。チャイルズはチョコレートの味を再現するために6種類の基礎単位を採用し、分類と分析の機械化を行った。この分類と分析の装置をカカオ農家に提供することで、各カカオ農家を単なる生産者から高級品の栽培者へと変革させることにも役立っている。ペルーに小型ながらもアメリカ本社の向上と同じ品質のチョコレートを少量生産できる施設を造り、品評会で入選経験のないカカオ農家にと共にカカオ豆の研究に取り込んだ。この結果、件のカカオ農家は翌年の品評会で優勝を果たした。
また、TCHOでは製品の開発、発売にあたってIT業界では一般的だが食品業界には馴染のない「コクリエイション」という手法を導入している。これはベータ版をリリースして、ユーザーから直接フィードバックをもらって製品を改良して行く手法である。TCHOが最初に販売した6種類のフレーバーには、それぞれ2つのパターンを製造し販売しており、どちらが好みが直接顧客に意見を聞いている。
2018年2月に日本の江崎グリコによって買収の最終合意が得られた。同年11月、江崎グリコはアメリカに持株会社Glico North America Holdings, Incを設立し、チョー・ベンチャーズ・インクの株式を現物出資すると発表している。